# 주몬지역
주몬지역(일본어: 十文字駅)은 일본 아키타현 요코테시에 위치한 동일본 여객철도 오우 본선의 철도역이다. 단선 · 섬식 형태를 합친 2면 3선의 복합 승강장 구조를 갖춘 지상역이다.

## 타는 곳
| 1 | ■ 오우 본선 | (하행) | 요코테 · 오마가리 · 아키타 방면 |
| 2 | ■ 오우 본선 | (상행) | 유자와 · 신조 방면              |
| 3 | ■ 오우 본선 |        | 대피선 (정기 열차는 상행 1대만) |

## 이용 현황
| 승차 인원 추이 | 승차 인원 추이 |
| 연도           | 1일 평균       |
| -------------- | -------------- |
| 2000           | 729            |
| 2001           | 756            |
| 2002           | 722            |
| 2003           | 690            |
| 2004           | 653            |
| 2005           | 610            |
| 2006           | 608            |
| 2007           | 580            |
| 2008           | 579            |
| 2009           | 530            |
| 2010           | 517            |
| 2011           | 506            |
| 2012           | 507            |

## 역 주변
- 요코테 시청 주몬지 지역국
- 사쿠란보 수원지
- 국도 제13호선

## 인접 역
| 동일본 여객철도 오우 본선 | 동일본 여객철도 오우 본선 | 동일본 여객철도 오우 본선 |
| ------------------------- | ------------------------- | ------------------------- |
| 유자와 유자와 방면        | □ 쾌속                    | 요코테 아키타 방면        |
| 시모유자와 신조 방면      | ■ 보통                    | 다이고 아키타 방면        |